# Metallogorgia tenuis
Metallogorgia tenuis är en korallart som beskrevs av Fedor Aleksandrovich Pasternak 1981. Metallogorgia tenuis ingår i släktet Metallogorgia och familjen Chrysogorgiidae. Inga underarter finns listade i Catalogue of Life.